# Thức ăn nhẹ

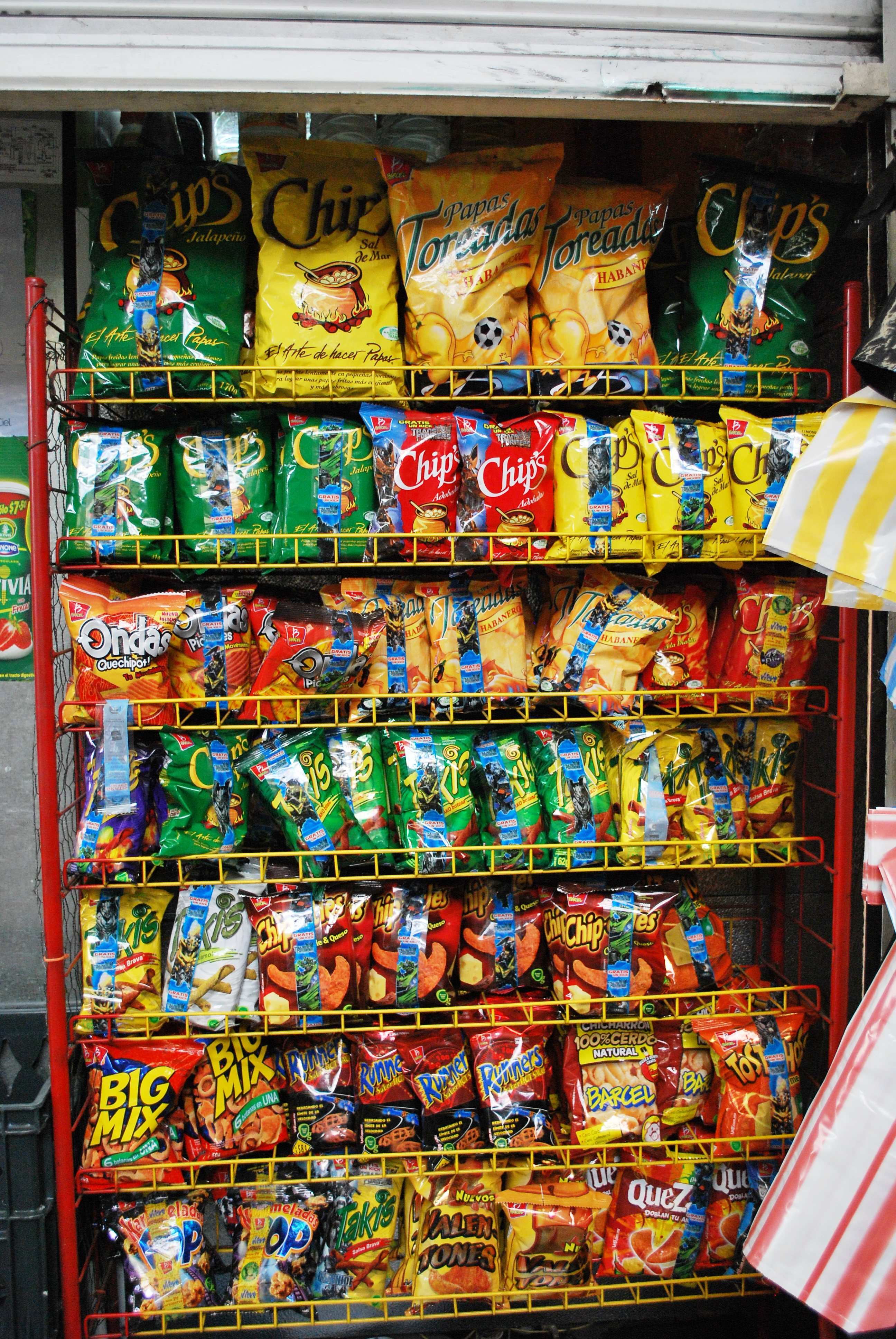
Một gian hàng bán thức ăn nhẹ các loại

Thức ăn nhẹ hay thức ăn vặt (tiếng Anh: snack) là các loại thức ăn phục vụ cho việc ăn giữa các bữa ăn và thường dưới hình thức thực phẩm đóng gói và chế biến sẵn cũng như mặt hàng làm từ nguyên liệu tươi được đóng gói ăn liền. Thức ăn nhẹ thông dụng gồm các đồ khô. Thức ăn nhẹ được sử dụng giữa các bữa ăn nhỏ, để làm dịu cơn đói và một số còn giúp bổ sung các chất khoáng cho cơ thể như calci, sắt hoặc giúp giảm cân.
Theo truyền thống, thức ăn nhẹ đã được chuẩn bị từ các thành phần thường có sẵn trong nhà. Thường thì thức ăn thừa, bánh mì làm từ thịt nguội, các loại hạt, trái cây được sử dụng như đồ ăn nhẹ. Đồ uống, chẳng hạn như cà phê, nói chung không được coi là món ăn nhẹ mặc dù họ có thể được dùng giữa các bữa ăn như một món ăn, hoặc cùng với thức ăn nhanh. Nước giải khát có thể được coi là một bữa ăn nhẹ nếu nó đã được pha trộn để tạo ra một sinh tố. Các đồ ăn nhẹ từ ngũ cốc, mì ống và rau cũng là thức ăn nhẹ phổ biến.
Với sự phát triển của các cửa hàng tiện lợi, các loại thực phẩm ăn nhanh đóng gói bây giờ là một mặt hàng được tiêu thụ đáng kể. Thực phẩm ăn nhanh thường được thiết kế để được cầm tay, nhanh chóng và tiện dụng. Công nghệ chế biến thức ăn nhanh được đầu tư để giúp cho thực phẩm hạn chế việc dễ bị hư hỏng hơn, là tiện dung hơn so với thức ăn chế biến. Chúng thường chứa một lượng đáng kể các chất làm ngọt, chất bảo quản và các thành phần hấp dẫn như sô-cô-la, đậu phộng, và hương vị. Một bữa ăn nhẹ ăn ngay trước khi đi ngủ hoặc trong đêm có thể được gọi là một bữa ăn nhẹ nửa đêm.
Thực phẩm ăn nhanh thường được phân loại là đồ ăn vặt bởi vì những loại này thường có ít có giá trị dinh dưỡng, và không được coi là góp phần hướng tới sức khỏe nói chung và tăng cường dinh dưỡng. Với mối quan tâm ngày càng tăng về chế độ ăn uống, kiểm soát cân nặng và sức khỏe nói chung, nhiều nước đã thực hiện một nỗ lực có ý thức để chế độ ăn lành mạnh hơn, đồ ăn nhẹ tự nhiên - chẳng hạn như trái cây, rau, quả hạch và các loại hạt ngũ cốc, trong khi tránh nhiều calo rác chất dinh dưỡng thấp. Một nghiên cứu năm 2010 cho thấy rằng trẻ em ở Hoa Kỳ ăn thức ăn nhẹ trung bình sáu lần mỗi ngày, gấp khoảng hai lần trẻ em Hoa Kỳ trong những năm 1970.

## Các loại
- Đậu phộng nước cốt dừa
- Hạnh nhân
- Táo lát

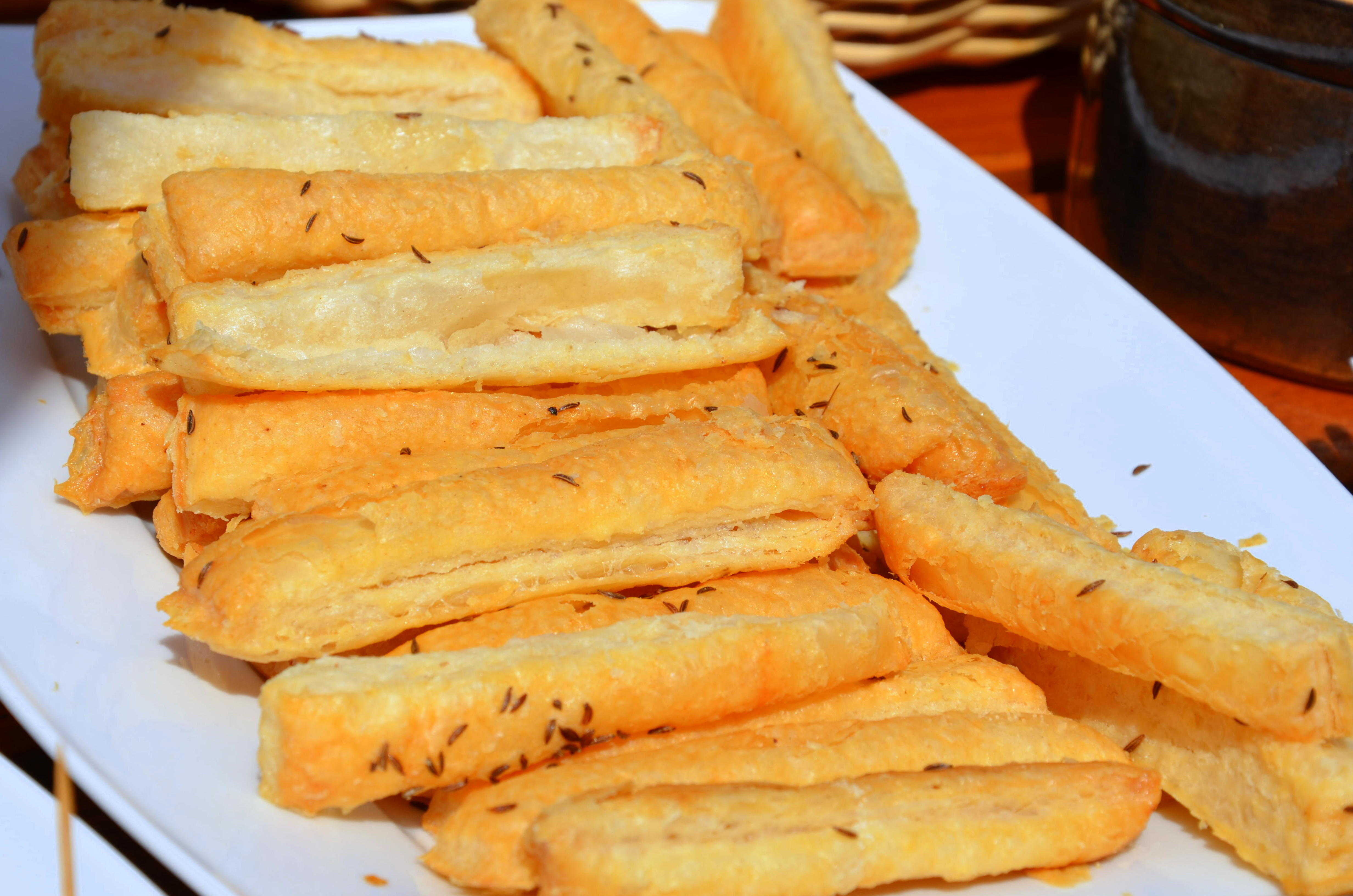
Một món thức ăn nhẹ

- Bánh mì/bánh mì nướng với bơ, mật ong, mứt,
- Ngũ cốc với sữa
- Thanh kẹo (thỏi kẹo)
- Pho mát ăn nhẹ
- Kẹo kéo bọc Sô cô la
- Khoai tây chiên
- Potato chip
- Cocktail
- Bánh quy kem
- Bánh xốp kem
- Hoa quả sấy khô
- Trái cây cắt lát
- Kem
- Mì ăn liền
- Bánh mì nhân ngọt
- Lương khô
- Đậu phộng
- Bỏng ngô (Bắp rang bơ)
- Bim bim
- Khoai tây chiên
- Kẹo chip chip
- Nho khô
- Bánh gạo
- Kitkat
- Sandwich
- Cá hồi hun khói
- Bánh mì nướng
- Sữa chua
- Mì sợi
- Donut
- Trà sữa